# 栄養指導員
栄養指導員（えいようしどういん）とは、健康増進法（平成14年法律第103号）に基づき、栄養指導を行う者。都道府県知事、保健所設置市の市長、又は、特別区の区長が任用する。

## 資格
健康増進法第19条による任用資格。 都道府県知事、保健所設置市の市長、特別区の区長が、医師又は管理栄養士の資格を持つ職員から命ずることとされている。
栄養指導員は任用資格であるので、医師又は管理栄養士であることに加え、自治体の職員採用試験にも合格しなければならない。

## 業務内容
健康増進法第18条では、都道府県、保健所設置市、特別区は次の業務を行うこととされている。
- 住民の健康の増進を図るために必要な栄養指導のうち、特に専門的な知識及び技術を必要とするものを行うこと。
- 特定かつ多数の者に対して継続的に食事を供給する施設（特定給食施設）に対し、栄養管理の実施について必要な指導及び助言を行うこと。

これらの業務を栄養指導員が行う。自治体により状況は異なるが、多くは保健所に勤務する管理栄養士が任命されている。

## 義務
都道府県知事、保健所設置市の市長、特別区の区長は、健康増進法第24条により、特定給食施設に対し栄養管理の実施を確保するために、栄養指導員に特定給食施設への立ち入り調査をさせることができる。
その場合、栄養指導員はその身分を示す証明書を携帯し、関係者に提示しなければならない。また、この権限は、犯罪捜査のために認められたものと解釈してはならないとされている。